# John Henry Mackay
John Henry Mackay (ur. 6 lutego 1864 w Greenock, zm. 16 maja 1933 w Stahnsdorf) – szkocki pisarz, poeta, myśliciel polityczny o poglądach anarchoindywidualistycznych. Autor książki Die Anarchisten (Anarchiści, 1891) i Der Freiheitsucher (Poszukiwacz wolności, 1921). Publikował w Stanach Zjednoczonych w magazynie Liberty, prowadzonym przez jego przyjaciela Benjamina Tuckera.

## Życiorys
Urodził się w Greenock. Jego matka pochodziła z zamożnej, hamburskiej rodziny. Jego ojciec był szkockim brokerem ubezpieczeń morskich, który zmarł, gdy John Mackay miał niecałe dwa lata. Po tym wydarzeniu matka i syn wrócili do Niemiec, gdzie Mackay dorastał. Od 1896 mieszkał w Berlinie, gdzie zaprzyjaźnił się z naukowcem i współzałożycielem gejowskiej formacji Gemeinschaft der Eigenen, Benedyktem Friedlaenderem.
30 stycznia 1933 Adolf Hitler został kanclerzem Rzeszy, a wkrótce wszystkie działania niemieckiego ruchu emancypacyjnego na rzecz homoseksualistów ustały. Mackay zmarł w Stahnsdorfie 16 maja 1933 w gabinecie swojego lekarza, zaledwie kilka domów od jego własnego, najwyraźniej na zawał serca. Cierpiał też na kamienie w pęcherzu moczowym. Zmarł dziesięć dni po nazistowskim spaleniu książek w Institut für Sexualwissenschaft.

### Twórczość i wpływ

#### Poglądy polityczne
Podczas rocznego pobytu w Londynie (1887-1888) odkrył dzieła Maxa Stirnera, którego książka Jedyny i jego własność została zapomniana w drugiej połowie XIX wieku. Stirner szybko stał się jego inspiracją. Odkopał tego XIX-wiecznego filozofa z zapomnienia, m.in. pisząc pierwszą i jak dotąd jedyną biografię Maxa Stirnera – Sein Leben und sein Werk (1898), która jednak była niekiedy krytykowana za brak odniesień źródłowych i często postrzegana jako hagiografia. Ponieważ Mackay stał się rozpoznawalnym zwolennikiem poglądów Stirnera, jego koncepcja anarchizmu indywidualistycznego, którą przedstawił w swoich Księgach wolności, była wyraźnie oparta na ideach Stirnera. Istnieją również powiązania z ideami takich pisarzy jak Ralph Waldo Emerson, Henry David Thoreau i innych, jak również z anarchistycznymi poglądami jego przyjaciela Benjamina Tuckera.

#### Orientacja seksualna i kwestie społeczne
Używając pseudonimu Sagitta, Mackay napisał serię utworów na rzecz homoseksualnej emancypacji, zatytułowaną Die Bücher der namenlosen Liebe (Książki o bezimiennej miłości). Seria ta powstała w 1905 i została ukończona w 1913, a w jej skład wchodzi Fenny Skaller, opowieść o efebofilii. Pod jego prawdziwym nazwiskiem ukazała się także beletrystyka, jak Der Schwimmer (1901), a także, ponownie jako Sagitta, powieść efebofilistyczna o berlińskich barach z chłopcami – Der Puppenjunge (dosłownie Chłopiec-lalka, ale wydana po angielsku jako The Hustler; 1926). W notatce do amerykańskiego wydawcy tej książki, Christopher Isherwood powiedział: „Daje ona obraz berlińskiego seksualnego podziemia na początku tego wieku, który, jak wiem, z własnego doświadczenia, jest autentyczny”.
Znane pieśni Richarda Straussa z jego Vier Lieder, prezentu ślubnego dla żony w 1894, zawierają oprawę muzyczną dwóch wierszy Mackaya: Morgen! i Heimliche Aufforderung. Inne przykłady użycia wierszy Mackaya przez Straussa to Verführung i In der Campagna.
Arnold Schönberg stworzył podkład muzyczny do jego wiersza Am Wegrand.